# Měsíční moře

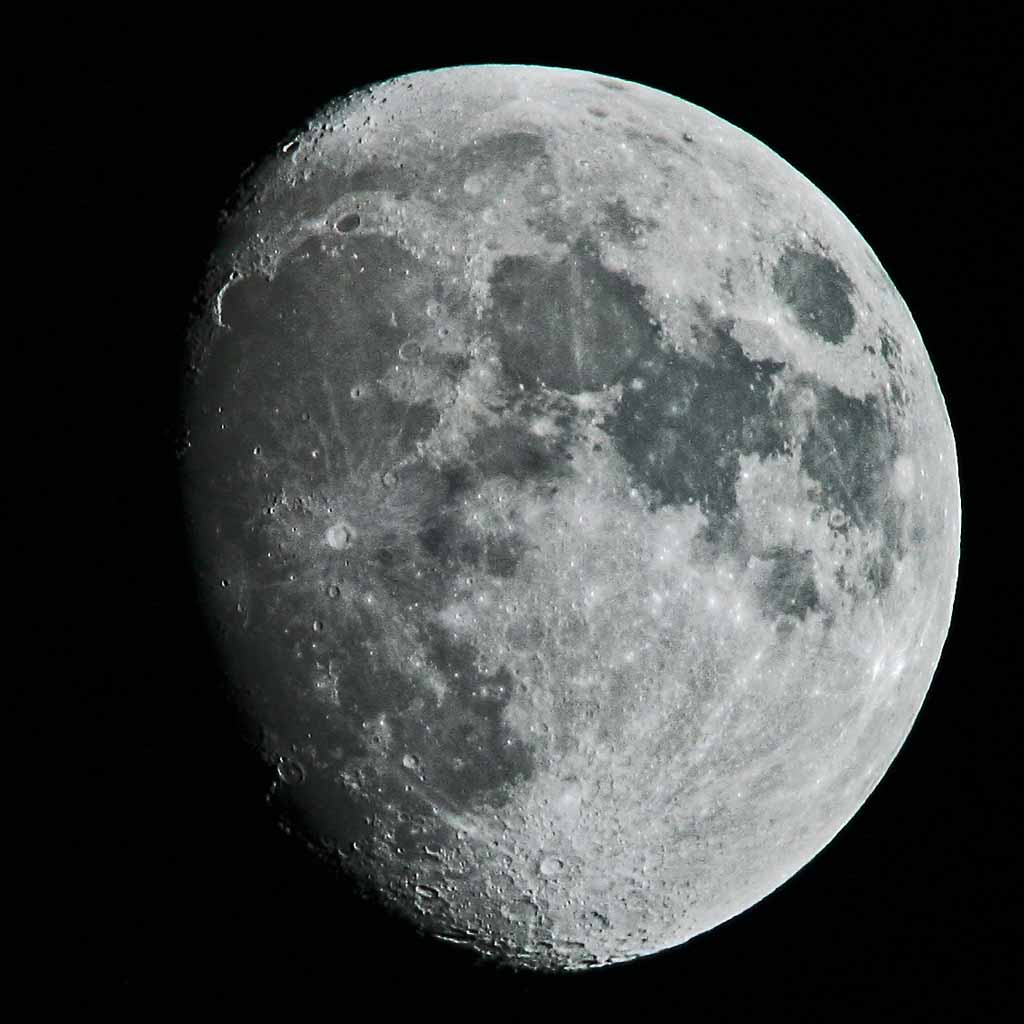
Kontrastní barevné rozdíly mezi měsíčními moři (tmavé plochy) a ostatním terénem.

Měsíční moře či latinsky mare jsou opticky tmavší oblasti na povrchu Měsíce, které se nacházejí převážně na přivrácené straně Měsíce. Jedná se o mladší hladké planiny, které vznikly nejspíše vlivem impaktů obřích těles na povrch Měsíce a proražením jeho kůry. Následně se na povrch vyvalilo obrovské množství lávy, která zalila starší morfologické útvary a utuhla. Horniny v těchto oblastech jsou většinou bazalty.
Měsíční moře jsou rovinatá s občasnými zvlněnými nízkými hřbety. Ačkoli se může zdát, že v mořích se nevyskytuje mnoho kráterů, opak je pravdou. I jejich povrch je poset krátery, většinou nevelkých rozměrů (řádově metry i méně, některé jsou mikroskopické). Moře pokrývají 31,2 % povrchu přivrácené a pouze 2,6 % povrchu odvrácené strany Měsíce. U okrajů některých moří byly zaznamenány tzv. měsíční přechodné jevy.
Tmavá moře jsou pozorovatelná pouhým okem již od pradávna. Lidé si původně mysleli, že se jedná podobně jako na Zemi o oblasti, kde se vyskytuje kapalná voda, a proto byly pojmenovány v 17. a 18. století jako moře. Pozdější průzkumy teleskopy a sondami definitivně tuto chybnou teorii vyvrátily. Jméno tvoří dvousloví jako např. Mare Tranquillitatis (Moře klidu) či Sinus Roris (Záliv rosy).
Měsíční moře tvoří převážně bazalty, tedy tmavě šedé vulkanické horniny, které se hojně vyskytují i na Zemi. Rozbor vzorků dovezených misí Apollo 11 ukázal, že měsíční bazalty jsou složené z minerálů bohatých na železo a hořčík, jakými jsou olivín nebo pyroxen.